# Dianthus namaensis
Dianthus namaensis är en nejlikväxtart som beskrevs av Schinz. Dianthus namaensis ingår i släktet nejlikor, och familjen nejlikväxter.

## Underarter
Arten delas in i följande underarter:
- D. n. dinteri
- D. n. junceus